# Álvaro Odriozola
Álvaro Odriozola Arzallus(pronunție în spaniolă [ˈalβaɾo oðɾjoˈθola]; n. 14 decembrie 1995, San Sebastián, Comunitatea Autonomă a Țării Basce, Spania) este un fotbalist profesionist spaniol, care evoluează ca fundaș la clubul Real Sociedad și la echipa națională de fotbal a Spaniei.

## Cariera la cluburile de fotbal

### Real Sociedad
Născut în San Sebastián, Țara Bascilor, Odriozola s-a alăturat organizării tineretului Real Sociedad în 2006, la vârsta de zece ani. La 1 septembrie 2013, el a făcut debutul său senior,  împotriva celor de la UD Las Palmas Atlético în Segunda Division B [4], și în aceeași lună a făcut prima dintre mai multe apariții în Liga Tinerilor UEFA.
Odriozola a fost promovat definitiv în B înaintea sezonului 2014-15 și a marcat primul său gol la 6 septembrie 2014 într-o victorie de 3-0 cu Real Unión. La 25 februarie 2016, el și-a reînnoit contractul cu Sanse până în 2018.
La 16 ianuarie 2017, atât Carlos Martínez, cât și Joseba Zaldúa s-au accidentat, Odriozola a debutat la prima echipă în La Liga, într-o victorie cu 2-0 împotriva celor de la Malaga CF. Până la sfârșitul campionatului, a jucat în alte 16 meciuri.
Odriozola și-a reînnoit contractul până în 2022, la 10 iunie 2017, și a fost definitiv promovat la echipa principală înaintea sezonului 2017-18. A marcat primul său gol profesionist pe 15 februarie 2018, în remiza de 2-2 cu FC Red Bull Salzburg pentru runda a 32-a în Europa League pe stadionul Anoeta.

### Real Madrid
La 5 iulie 2018, Real Madrid a ajuns la un acord cu Real Sociedad pentru transferul Odriozolei. Prețul transferului a fost raportat la 30 de milioane de euro, plus 5 milioane de suplimente condiționate. El și-a făcut debutul la 22 septembrie 2018, jucând toate cele 90 de minute într-o victorie de 1-0 împotriva celor de la RCD Espanyol.

## Cariera internațională
Odriozola a fost prima dată selecționat pentru a juca pentru Spania sub 21 de ani de Albert Celades, ajutând echipa să ajungă la finala Campionatului European UEFA din 2017.
Odriozola a fost numit în echipa de 23 de jucători pentru finala Cupei Mondiale din Rusia. El a marcat primul său gol pentru țara sa, la 3 iunie 2018, într-o remiză amicală cu Elveția în Villarreal.

## Statisticile carierei

### Club
| Club            | Sezon        | Ligă               | Ligă    | Ligă   | Cupă    | Cupă   | Altele1 | Altele1 | Total   | Total  |
| Club            | Sezon        | Diviziune          | Meciuri | Goluri | Meciuri | Goluri | Meciuri | Goluri  | Meciuri | Goluri |
| --------------- | ------------ | ------------------ | ------- | ------ | ------- | ------ | ------- | ------- | ------- | ------ |
| Real Sociedad B | 2013–14      | Segunda División B | 9       | 0      | —       | —      | —       | —       | 9       | 0      |
| Real Sociedad B | 2014–15      | Segunda División B | 27      | 1      | —       | —      | —       | —       | 27      | 1      |
| Real Sociedad B | 2015–16      | Segunda División B | 32      | 2      | —       | —      | —       | —       | 32      | 2      |
| Real Sociedad B | 2016–17      | Segunda División B | 18      | 0      | —       | —      | —       | —       | 18      | 0      |
| Real Sociedad B | Total        | Total              | 86      | 3      | 0       | 0      | 0       | 0       | 86      | 3      |
| Real Sociedad   | 2015–16      | La Liga            | 0       | 0      | 0       | 0      | —       | —       | 0       | 0      |
| Real Sociedad   | 2016–17      | La Liga            | 15      | 0      | 1       | 0      | —       | —       | 16      | 0      |
| Real Sociedad   | 2017–18      | La Liga            | 35      | 0      | 0       | 0      | 6       | 1       | 41      | 1      |
| Real Sociedad   | Total        | Total              | 50      | 0      | 1       | 0      | 6       | 1       | 57      | 1      |
| Real Madrid     | 2018–19      | La Liga            | 1       | 0      | 0       | 0      | 0       | 0       | 1       | 0      |
| Career total    | Career total | Career total       | 137     | 3      | 1       | 0      | 6       | 1       | 144     | 4      |

1. ↑  Apariții în UEFA Europa League

1 Include UEFA Super Cup și FIFA Club World Cup meciuri.

### Internațional
| Echipa națională | Anul  | Meciuri | Goluri |
| ---------------- | ----- | ------- | ------ |
| Spania           | 2017  | 2       | 0      |
| Spania           | 2018  | 2       | 1      |
| Spania           | Total | 4       | 1      |

### Goluri internaționale
| No. | Date        | Loc                                       | Cap | Oponent | Scor | Rezultat | Competiție |
| --- | ----------- | ----------------------------------------- | --- | ------- | ---- | -------- | ---------- |
| 1   | 3 June 2018 | Estadio de la Cerámica, Villarreal, Spain | 3   | Elveția | 1–0  | 1–1      | Amical     |

## Palmares
Real Madrid
- La Liga: 2019–20[1]
- Copa del Rey: 2022–23[2]
- Supercopa de España: 2020
- Supercupa Europei UEFA: 2022
- Cupa Mondială a Cluburilor FIFA: 2018,[3] 2022[4]

Bayern München
- Bundesliga: 2019–20[5]
- DFB-Pokal: 2019–20
- Liga Campionilor UEFA: 2019–20

Spania U21
- Locul doi la Campionatul European de Fotbal Sub-21: 2017[6]